# Matz-Ztefanz med Lailaz Volym 2
Matz-Ztefanz med Lailaz Volym 2 är ett album från 2004 av gruppen Matz Stefanz med Lailaz utgivet av Mariann Grammofon.

## Låtlista
1. Varför Stannar Inte Tåget Mer I Åskefällalund? (Errol Norstedt)
2. Åh, Fredagskväll (Errol Norstedt)
3. Alla Känner Nån Från Göteborg (Stefan Livh / Fredrik Wegraeus)
4. I Min Trädgård Växer Rosor (Errol Norstedt)
5. Danslektionen (Errol Norstedt)
6. I Can't Give You Anything but Love, Baby (Jimmy McHugh / Dorothy Fields)
7. Schäfern Bet (Neil Diamond / Mats Ljung)
8. Så Ska De' Va (Lennart Palm / Ulf Georgsson)
9. Ruggi Raggar Reggae Rock (Johnny Thunqvist / Kaj Svenling)
10. Med Mig Ska Du Segla Runt Hela Världen (Jakob Pfeil / Sven Paddock)
11. Johan På Snippen (Gaston René Wahlberg / Theodor Larsson)
12. Vildmarkens Sång (Errol Norstedt)
13. I Ett Spelmanshus (Ingemar Fälth)
14. Hoppa Hulle (Med Bert Karlsson) (Zohar Laskov / Torgny Söderberg)
15. We'll Meet Again (Ross Parker / Hughie Charles)